# Lukáš Dvořák (varhaník)
Lukáš Dvořák (* 16. května 1997, Humpolec) je český varhaník, syn hudebníka Martina Dvořáka.

## Život
Lukáš Dvořák je absolventem Pražské konzervatoře v oboru hry na varhany, kterou vystudoval u Jana Kalfuse. Věnoval se zde též hře na klavír pod vedením Jany Macharáčkové. V současné době pokračuje ve studiu varhan na Akademii múzických umění v Praze ve třídě Pavla Černého a zároveň započal se studiem dirigování na Pražské konzervatoři.
Svou první roční stáž absolvoval na Royal Danish Academy of Music v Kodani pod vedením varhanice Moniky Melcové. V roce 2023 pak studoval na Prince Claus Conservatoire v Groningenu, kam byl přijat v rámci magisterské zahraniční stáže.

## Kariéra
V minulosti se několikrát účastnil přehlídek nejlepších studentů konzervatoří. Pravidelně si též doplňuje vzdělání v zahraničí.
V roce 2018 absolvoval varhanní stáž v americkém Kostele Vzkříšení v Rye, kde se věnoval doprovodu liturgie. Při této příležitosti absolvoval též individuální varhanní kurz v newyorské katedrále Jana Božského pod vedením titulárního varhaníka Kenta Tritla, taktéž varhaníka Newyorské filharmonie.
V listopadu roku 2019 spolu s orchestrem Hudby hradní stráže a Policie České republiky pod vedením Jana Zástěry doprovázel jako hlavní varhaník Národní pouť do Říma za účasti tisíců poutníků. Pravidelně též spolupracuje s tělesy jako např. Symfonický orchestr Prahy 8, Smyčcový orchestr Pražské konzervatoře či sbory Collegium hortense a Canticorum iubilo.
Společně se spolužákem varhaníkem Alfredem Habermannem založili festival Varhanní Vysočina.
V roce 2024 se stal vítězem Mezinárodní varhanní soutěže Jana Křtitele Vaňhala v Opočně. V dubnu 2025 se stal prvním laureátem Ceny Juraje Filase, jehož díla provedl v New Yorku a Salt Lake City.
Od svých osmnácti let působí jako II. varhaník při Královské kolegiátní kapitule na pražském Vyšehradě a současně v kostele sv. Mikuláše v Humpolci.